# Formel-3000-Saison 1990
Die Formel-3000-Saison 1990 startete am 22. April 1990 in Donington und endete am 7. Oktober 1990 in Nogaro. Es wurden 11 Rennen in 5 Ländern gefahren. Den Titel sicherte sich der Franzose Érik Comas. Ursprünglich waren 12 Rennen geplant und der Saisonabschluss sollte in Dijon stattfinden, aber da die Meisterschaft schon vorzeitig entschieden war, wurde dieses Rennen ausgelassen.

## Rennen
| Datum | Rennen       | Sieger            | Siegerteam     | Pole-Position     | Schnellste Runde |
| ----- | ------------ | ----------------- | -------------- | ----------------- | ---------------- |
| 22.4. | Donington    | Érik Comas        | DAMS           | Andrea Montermini | Stéphane Proulx  |
| 19.5. | Silverstone  | Allan McNish      | DAMS           | Allan McNish      | Allan McNish     |
| 4.6.  | Pau          | Eric van de Poele | GA Motorsports | Érik Comas        | Marco Apicella   |
| 17.6. | Jerez        | Érik Comas        | DAMS           | Érik Comas        | Érik Comas       |
| 24.6. | Monza        | Érik Comas        | DAMS           | Damon Hill        | Damon Hill       |
| 22.7. | Enna-Pergusa | Gianni Morbidelli | Forti Corse    | Damon Hill        | Damon Hill       |
| 28.7. | Hockenheim   | Eddie Irvine      | Jordan Racing  | Damon Hill        | Marco Apicella   |
| 19.8. | Brands Hatch | Allan McNish      | DAMS           | Eddie Irvine      | Michael Bartels  |
| 27.8. | Birmingham   | Eric van de Poele | GA Motorsports | Marco Apicella    | Marco Apicella   |
| 23.9. | Le Mans      | Érik Comas        | DAMS           | Érik Comas        | Philippe Gache   |
| 7.10. | Nogaro       | Eric van de Poele | GA Motorsports | Gianni Morbidelli | Érik Comas       |

## Endstand

### Fahrer
| 1. | Érik Comas        | 51 |
| 2. | Eric van de Poele | 30 |
| 3. | Eddie Irvine      | 27 |
| 4. | Allan McNish      | 26 |
| 5. | Gianni Morbidelli | 20 |
| 5. | Marco Apicella    | 20 |
| 7. | Andrea Chiesa     | 18 |
| 8. | Andrea Montermini | 13 |

| 9.  | Jean-Marc Gounon    | 11 |
| 10. | Fabrizio Giovanardi | 10 |
| 11. | Gary Brabham        | 8  |
| 12. | John Jones          | 7  |
| 13. | Damon Hill          | 6  |
| 13. | Antonio Tamburini   | 6  |
| 15. | Didier Artzet       | 4  |
| 16. | Fabrizio Barbazza   | 3  |

|              | Heinz-Harald Frentzen | 3 |
| Pedro Chaves | 3                     |   |
| 19.          | Richard Dean          | 2 |
| 19.          | Franck Fréon          | 2 |
| 19.          | Karl Wendlinger       | 2 |
| 22.          | Emanuele Naspetti     | 1 |
| 22.          | Paul Belmondo         | 1 |
| 22.          | Michael Bartels       | 1 |